# 2016-os Fonogram díj átadása
A 2016-os Fonogram – Magyar Zenei Díj gálaestet a Magyar Hangfelvétel-kiadók Szövetsége 2016. június 8-án, szerdán este a Várkert Bazárban rendezik meg a magyar zenei élet legnagyobb, az alkotók és háttérszakemberek teljes körét felvonultató eseményét.
Az egykori Budai Ifjúsági Park helyszínén, a Várkert Bazárban megrendezendő nagyszabású eseményen a szakma széles körének szavazatai alapján vehetik át az elismeréseket a tavalyi év legjobb zenei teljesítményeit nyújtó előadóművészek. A rendezvényt élőben fogja közvetíti a Super TV2.
A szakmai szavazás során 18 különböző műfaji kategóriában, a zenészekből, zenei szakemberekből, újságírókból álló széles körű jelölőbizottság, illetve egy szűkebb szakmai zsűri, az ún. Fonogram Bizottság tagjainak szavazatai alapján alakul ki a jelöltek névsora.
A jelöltek listáját 2015. május 18-án hozták nyilvánosságra.

## Fellépők
| Előadó(k)                           | Dal(ok)                                      |
| ----------------------------------- | -------------------------------------------- |
| Budapest Voices Kowalsky            | "Többet Érdemelsz"                           |
| Ozone Mama                          | "Siren's Call" "Good Times Roll"             |
| Hien Pál Dénes                      | "Viszontlátásra"                             |
| Lotfi Beg Margaret Island Mező Misi | "Csillagtalan" "Egy Szó Miatt"               |
| Stereo Swing Szűcs Gabi             | "I Wanna Swing Your World"                   |
| Hooligans Frenreisz Károly          | "Éljem túl" "Azt beszéli már az egész város" |

## Műsorvezetők és díjátadók
A gála műsorvezetői Ördög Nóra és Till Attila voltak. A díjakat és az életműdíjat  a Mahasz elnöke, Szűts László adta át.

## Nyertesek és jelöltek
A nyertesek félkövéren lettek feltüntetve.

### Az év hazai klasszikus pop-rock albuma vagy hangfelvétele
- Turbo - Lullabies For Awakening (Pongo Pongo Collective)
- Ákos - Még egyszer (Fehér Sólyom/Magneoton)
- Fehérvári Gábor Alfréd - "Mary Joe" (Mistral Music)
- Kállay-Saunders Band - Delivery Boy (Egység Média)
- Magna Cum Laude - "Tájról tájra" (Magneoton)

### Az év külföldi klasszikus pop-rock albuma vagy hangfelvétele
- Adele - 25 (XL Recordings/Bertus)
- Bon Jovi - Burning Bridges (Universal Music)
- Bryan Adams - Get Up (Universal Music)
- David Gilmour - Rattle That Lock (Sony Music)
- U2 - Songs Of Innocence (Universal Music)

### Az év hazai modern pop-rock albuma vagy hangfelvétele
- Wellhello - Elnöki ügy / "Gyere és táncolj" / "Késő már" / "Emlékszem, Sopronban" (Magneoton)
- Belmondo - Kalapot le! (Music Fashion)
- Fish! - "Ne is figyelj rám" (Gold Record)
- Punnany Massif - "Hétköznapi Hősök" / "Utolsó Tánc" / "Vendéglátós" (AM:PM Music)
- Rúzsa Magdolna - "Április" / "Tejút" (Magneoton)

### Az év külföldi modern pop-rock albuma vagy hangfelvétele
- Ellie Goulding - Delirium (Universal Music)
- Adam Lambert - The Original High (Magneoton/Warner Music)
- Fall Out Boy - American Beauty/American Psycho (Universal Music)
- Imagine Dragons - Smoke + Mirrors (Universal Music)
- Lana Del Rey - Honeymoon (Universal Music)

### Az év hazai alternatív vagy indie-rock albuma vagy hangfelvétele
- Vad Fruttik - Tudom milyen (Megadó Kiadó)
- Ivan & The Parazol - The All Right Nows (Modernial)
- Jónás Vera Experiment - "Walk away" (Launching Gagarin Records & Management)
- Margaret Island - Egyszer volt (Gold Record)
- Marge - "Váratlan nyár" / "Maradj még!" (Universal Music)

### Az év külföldi alternatív vagy indie-rock albuma vagy hangfelvétele
- Tame Impala - Currents (Universal Music)
- Coldplay - A Head Full Of Dreams (Magneoton/Warner Music)
- Florence + The Machine - How Big, How Blue, How Beautiful (Universal Music)
- Foals - What Went Down (Magneoton/Warner Music)
- Hozier - Hozier (Universal Music)
- Muse - Drones (Magneoton/Warner Music)

### Az év hazai elektronikus zenei albuma vagy hangfelvétele
- Brains - Stand Firm / "Balance" (Beats Hotel Records)
- ColorStar - Solarize (1G Records)
- New Level Empire feat.  Szerecsenkirály - "Son Of The Sun" (Elephant House)
- Vekonyz feat. Calidora - "In My Mind" (Elephant House)
- Zagar - My Night Your Day / "Sleepwalking" (feat. KAMA) (Zagarmusic)

### Az év külföldi elektronikus zenei albuma vagy hangfelvétele
- Kygo - "Firestone" (Sony Music)
- Avicii - Stories (Universal Music)
- Axwell Λ Ingrosso - "Sun Is Shining" (Universal Music)
- David Guetta - Listen (Elephant House/Warner Music)
- Giorgio Moroder - Déjá Vu (Sony Music)
- Rudimental - We The Generation (Magneoton/Warner Music)

### Az év hazai rap- vagy hiphopalbuma vagy hangfelvétele
- Deniz - A nép hangja / "Csoda" / "Elegem van" / "Holnapután" / "Sehogysejó" (DENIZ Music)
- Bëlga - Disco! / Szerelmes vagyok (1G Records)
- Ganxsta Zolee és a Kartel - Tribute album (1G Records)
- Halott Pénz - "Darabokra törted a szívem" / "Elkezdeni elölről" (szerzői kiadás)
- Hősök - Rap Life (Gold Record)

### Az év külföldi rap- vagy hiphopalbuma vagy hangfelvétele
- The Weeknd - Beauty Behind The Madness (Universal Music)
- Drake - If You're Reading This It's Too Late (Universal Music)
- Kendrick Lamar - To Pimp A Butterfly (Universal Music)
- Snoop Dogg - Bush (Sony Music)
- Yelawolf - Love Story (Universal Music)

### Az év hazai hard rock vagy metalalbuma vagy hangfelvétele
- Ozone Mama - Sonic Glory (szerzői kiadás)
- Blind Myself - "Önvakítás" (Magneoton)
- European Mantra - The (Hunnia Records)
- Road - M.A.T.T. (Hammer Music)
- Sex Action - 25 (GrundRecords)

### Az év külföldi hard rock vagy metalalbuma vagy hangfeltétele
- Iron Maiden - The Book of Souls (Magneoton/Warner Music)
- Chris Cornell - Higher Truth (Universal Music)
- Disturbed - Immortalized (Magneoton/Warner Music)
- Joe Satriani - Shockwave Supernova (Sony Music)
- Slayer - Repentless (Nuclear Blast)

### Az év hazai hagyományos slágerzenei albuma vagy hangfelvétele
- Kis Grófo - Bulibáró (Snapsz-R)
- Attila - Érints meg még egyszer (Strong Record Kft./HungaroSound)
- Fekete Dávid - "Akarom!" (Strong Record)
- Matyi és a Hegedűs - A hetedik (HungaroSound)
- Nótár Mary - Zenebomba (Skyforce)
- Polgár Peti és a Hungarycool - "Hun a dal" (HungaroSound)
- Szíj Melinda - "Van-e csend még a szóban" (szerzői kiadás)

### Az év hazai kortárs szórakoztatózenei albuma vagy hangfelvétele
- Szűcs Gabi - Tűsarkú lépteim (1G Records)
- Budapest Voices - "Gyémánt" (PR Garden)
- Gájer Bálint - "That's How It Goes" (Universal Music)
- Irigy Hónaljmirigy - "Nincs fuxa jáj" / "Apu vedd meg a rakpartot" (Gold Record)
- Zorall - Zorall Bumm (Hammer Music)

### Az év hazai gyermekalbuma vagy hangfelvétele
- Gubás Gabi - Bergengóciából jöttünk (Music Fashion)
- Bíró Eszter - Állati zenés ABC 2. (Alexandra)
- Bizek Emi - Álomszép 5. (Universal Music)
- Bolba Éva és a JAZZterlánc - Gyerek a világ (szerzői kiadás)
- Buborék Együttes - Buborék party (szerzői kiadás)

### Az év hazai jazzalbuma vagy hangfelvétele
- Balázs Elemér Group - Balázs Elemér Group 15 – Örök szerelem (Hunnia Records)
- Budapest Jazz Orchestra - Az utca napos oldalán (szerzői kiadás)
- Lombos El Marci és a Juhász Attila Jazz Quartet - Voodoopest (Gold Record)
- Sárik Péter Trió feat. Micheller Myrtill - Jazzkívánságműsor (Innovative Artist Management)
- Temesi Berci - Satisfied (Music Fashion)

### Az év hazai világ- vagy népzenei albuma vagy hangfelvétele
- Firkin - Finger In The Pie (Pump Jump Records)
- Buda Folk Band - Saját gyűjtés (Fonó)
- CimbaliBand - Moldva (Fonó)
- Ferenczi György és a Rackajam - Kelet-Nyugat (Gryllus)
- Sebő-együttes - Sebő 68 (Gryllus)

### Az év felfedezettje
- Margaret Island - Egyszer volt (Gold Record)
- Blahalouisiana - "Ahol összeér" / "Máshol várnak" (Gold Record)
- Fehérvári Gábor Alfréd - "Mary Joe" (Mistral Music)
- Horányi Juli aka YOULÏ - "Come Along" / Szerelemtől szabadon (Gold Record)
- Marge - "Váratlan nyár" / "Maradj még!" (Universal Music)

### Életműdíj
Frenreisz Károly

### Szakmai életműdíj
Hegedűs László